# Смит, Родни (борец)
Родни Смит (англ. Rodney Stacey Smith; род. 13 апреля 1966, Вашингтон) — американский борец греко-римского стиля, призёр Панамериканских чемпионатов, Кубка мира и летних Олимпийских игр 1992 года в Барселоне, участник двух Олимпиад.

## Карьера
Выступал в лёгкой весовой категории (до 68 кг). Серебряный призёр Панамериканских чемпионатов 1984 и 1994 годов. Бронзовый призёр призёр Кубка мира 1992 года в Безансоне. Серебряный призёр Всемирных военных игр 1995 года в Риме.
На Олимпийских играх 1992 года в Барселоне Смит победил испанца Педро Виллуэлу, представителя Израиля Матвея Баранова, канадца Дага Йица, проиграл венгру Аттиле Репке, но затем победил француза Гани Ялуза. В схватке за бронзовую медаль американец победил кубинца Сесилио Родригеса.
На следующих Олимпийских играх в Атланте Смит победил колумбийца Хосе Эскобара, турка Ялчина Карапинара. Но затем американец проиграл представителю Узбекистана Григорию Пуляеву и кубинцу Любалу Коласу, из-за чего вынужден был завершить соревнования, заняв итоговое 9-е место.